# Палмия
Палмия (на испански: Palmilla) е град в централно Чили, част от провинция Колчагуа на регион О'Хигинс. Населението му е около 11 800 души (2012).
Разположен е на 153 метра надморска височина в Централната чилийска долина, на 4 километра северно от центъра на Санта Крус и на 145 километра южно от Сантяго. Селището съществува от колониалната епоха.

## Известни личности
Родени в Палмия
- Мигел Литин (р. 1942), режисьор